# Pomost Krakowski
Pomost Krakowski (512.33) – mezoregion fizycznogeograficzny w południowej Polsce, we wschodniej części Bramy Krakowskiej. Graniczy od zachodu i północy z Obniżeniem Cholerzyńskim, od północnego wschodu z Płaskowyżem Proszowickim, od wschodu z Niziną Nadwiślańską a od południa z Rowem Skawińskim.
Region jest systemem wzgórz zbudowanym z wapieni jurajskich (m.in. Wawel, Wzgórza Tynieckie, Pychowice, Sowiniec czy Krzemionki). W poprzek Pomostu Krakowskiego przepływa Wisła. W zachodniej części regionu znajdują się niewielkie pozostałości obszarów leśnych – Bielańsko-Tyniecki Park Krajobrazowy. Utworzono tutaj kilka rezerwatów przyrodniczych i geologicznych: Panieńskie Skały, Skałki Przegorzalskie, Bielańskie Skałki, Bonarka, Kajasówka.
Pomost Krakowski leży prawie w całości w granicach Krakowa. Jego wschodnia część została antropogenicznie przekształcona i stanowi obecnie duże zagrożenie dla środowiska (odpady komunalne Krakowa i zanieczyszczenia z Huty Sendzimira).